# Mianes
Mianes és un petit nucli de població o partida de Tortosa.
Mianes també es coneix com el castell de Mianes i es troba molt a prop de Vinallop i de Santa Bàrbara, a la dreta de l'Ebre. A Mianes, hi ha una necròpolis i les restes arqueològiques d'un poblat ibèric. També hi ha una estació de RENFE que va ser abandonada quan la companya estatal decidí eliminar la via que anava de Tortosa vers el sud i que facilitava la comunicació amb les estacions en direcció València.